# Treviso Bresciano
Treviso Bresciano (Trevìs in dialetto bresciano) è un comune italiano sparso di 532 abitanti della provincia di Brescia in Lombardia.

## Geografia fisica
Treviso Bresciano appartiene alla Comunità Montana della Valle Sabbia.

## Origini del nome
L'antico appellativo del paese era Caeys, termine longobardo che significa "bosco". Negli scritti più antichi il paese viene indicato con più nomi: Caci o Cazzi dal latino "Cassizio", "Cuzzi" o "Cazzarium"; solo il 24 maggio del 1532 venne deliberato il nuovo nome dal paese: Treviso Bresciano. A differenza della radice celtica alla base del toponimo dell'omofona città veneta (tarvos, cioè "toro"), l'origine di Treviso Bresciano pare abbia etimologia dal latino tresvici ovvero “tre villaggi”. Tra i primi documenti storici rinvenuti si parla infatti, dell'esistenza di tre villaggi: Vico (Vicus) la sua denominazione antica era “Cazzi di sopra”; Trebbio (Traes Viae) il cui nome antico era “Cazzi di sotto” e Facchetti, chiamata così perché abitata da nuclei familiari con il medesimo cognome.

## Storia

### Simboli
Lo stemma e il gonfalone sono stati concessi con D.P.R. del 27 dicembre 1990.
Le tre torri richiamano la probabile derivazione latina del nome del paese, tres vici, cioè "tre villaggi". Il daino ricorda l'estensione boschiva del territorio circostante e la sua destinazione a riserva di caccia dei monasteri di Leno, Santa Giulia e del vescovo di Brescia e in cui erano frequenti, tra il X e XV secolo, le battute di caccia all'orso, al 
daino, al capriolo e allo stambecco. Le spighe di grano simboleggiano l'attività agricola.
Il gonfalone è un drappo partito di giallo e di verde.

## Società

### Evoluzione demografica
Abitanti censiti

### Etnie e minoranze straniere
Gli extracomunitari risultano 34, ovvero il 5,9% della popolazione.

## Amministrazione
| Periodo        | Periodo        | Primo cittadino     | Partito      | Carica  | Note |
| -------------- | -------------- | ------------------- | ------------ | ------- | ---- |
| 14 giugno 2004 | 18 giugno 2009 | Duilio Rosina       | Lista civica | Sindaco |      |
| 18 giugno 2009 | 26 maggio 2014 | Alessandro Bontempi | Lista civica | Sindaco |      |